# Selma Sevenhuijsen
Selma Louise Sevenhuijsen (Haarlem, 23 augustus 1948 - Amsterdam, 15 januari 2024) was een Nederlands emeritus hoogleraar en feminist.
Sevenhuijsen volgde een opleiding gymnasium-alfa en studeerde vervolgens algemene politieke en sociale wetenschappen aan de Universiteit van Amsterdam. Hier promoveerde ze in 1987 op "De orde van het vaderschap. Politieke debatten over ongehuwd moederschap, afstamming en huwelijk in Nederland 1870-1900". Daar kreeg ze ook een aanstelling als universitair docent politicologie en vrouwenstudies.
Van 1989 tot 1999 was ze hoogleraar vergelijkende vrouwenstudies, in het bijzonder de studie naar leefvormen, socialisatie en moederschap bij de vakgroep Ontwikkeling en Socialisatie van de Rijksuniversiteit Utrecht. Aansluitend was ze aan dezelfde instelling hoogleraar algemene sociale wetenschappen, in het bijzonder de ethiek en politiek van de zorg.
Tijdens een van haar reizen ontdekte ze het labyrint als basis voor spiritualiteit. Om zich hierin te bekwamen volgde ze een opleiding tot "labyrintwerker" en vervolgens organiseerde ze zelf workshops en reizen over de betekenis van het labyrint, spiritualiteit en het vrouwelijk goddelijke.

## Publicaties (selectie)
- Sevenhuijsen, Selma (2014), Koningin van het Vaticaan. Reis in het voetspoor van Matilda van Canossa. Amsterdam, Sevenhuijsen Publishing, ISBN 9789082307702
- Sevenhuijsen, Selma (2008), De glimlach van de sirene. Reis door het Etruskisch labyrint op zoek naar de godin. Geesteren, A3. ISBN 9789077408490
- Sevenhuijsen, Selma (2001), De zorg van het emancipatiebeleid. Een benadering vanuit de zorgethiek, Utrecht. 9039329516
- Sevenhuijsen, Selma Louise (2000), De plaats van zorg. Over de relevantie van zorgethiek voor sociaal beleid, Utrecht. ISBN 9080085138
- Sevenhuijsen, Selma (1998), Citizenship and the ethics of care. Feminist considerations on justice, morality and politics, London. ISBN 0415170826
- Sevenhuijsen, Selma (1996), Oordelen met zorg. Feministische beschouwingen over recht, moraal en politiek, Amsterdam. ISBN 9053522514
- Sevenhuijsen, Selma (1993). Engendering visions of health care and medical technology or: how feminist ethics can contribute, Utrecht. Geen ISBN
- Sevenhuijsen, Selma  en anderen (1993), Feminism and justice reconsidered, Utrecht. ISBN 9051871686
- Krol, Sandera & Selma Sevenhuijsen (1992), Ethics and morality in feminism: an interdisciplinary bibliography, Utrecht. ISBN 9039302235
- Sevenhuijsen, Selma L. (1987), De orde van het vaderschap Politieke debatten over ongehuwd moederschap, afstamming en huwelijk, Amsterdam. ISBN 9068610171